# Simple Plan (album)
Simple Plan – album kanadyjskiego zespołu Simple Plan wydany w 2008 roku.

## Lista utworów
1. When I'm Gone - 3:49
2. Take My Hand - 3:51
3. The End - 3:22
4. Your Love Is a Lie - 3:42
5. Save You - 3:45
6. Generation - 3:02
7. Time to Say Goodbye - 2:56
8. I Can Wait Forever - 4:54
9. Holding On - 5:03
10. No Love - 3:15
11. What If - 5:54

Limitowana Japońska edycja - Bonus Tracks
1. Running Out of Time - 3:16
2. When I'm Gone" (Acoustic Version) - 3:31

Limitowana edycja - Bonus DVD
1. Simple Plan: The Making of
2. When I'm Gone: Beyond the Video
3. When I'm Gone Music Video
4. Simple Plan: Beyond the Photo Shoot
5. Simple Plan: Live in NYC

## Europejska Trasa Koncertowa II
Track Lista 
1. Generation
2. Take My Hand
3. Shut Up!
4. Jump
5. When I'm Gone
6. Addicted
7. The End
8. Me Against The World
9. Your Love Is A Lie
10. Time To Say Goodbay
11. Warsaw Song (W każdym kraju inna piosenka np. Praga Song)
12. Welcome To My Life
13. Low (T-Pain), Kissed Girl (Katy Perry), Summerlove (Justin Timberlake)
14. I'd Do Anything
15. Save You
16. Promise
17. Untitled
18. I'm Just A Kid
19. Perfect

Na każdym koncercie Perfect było wykonane w połowie w akustycznej wersji. Po zagraniu przez wokalistę połowy piosenki na gitarze, ten rzuca ją i dalej piosenka grana jest przez cały zespół.